# Coles Bay Conservation Area
Coles Bay ligt ten noorden van Freycinet National Park, in Tasmanië (Australië) en is vooral bekend om de drie roze granietpieken, Amos, Dove en Mayson (samen The Hazards), die recht uit de zee steken en zo'n 300 meter hoog zijn. Het gebied is geliefd bij rotsbeklimmers.